# José María Méndez Gil Brandón
José María Méndez Gil Brandón (O Carballiño, província d'Ourense, 1900 - La Corunya, 1963) fou un advocat i polític gallec. Fou elegit diputat per la província de la Corunya per la CEDA a les eleccions generals espanyoles de 1933 i 1936.